# Mont Waialeale
Le mont Waiʻaleʻale (hawaïen pour « eaux ondulantes »), s'élevant à 1 569 m, est le deuxième sommet le plus haut de l'île de Kauaʻi, la plus vieille des îles principales de l'archipel d'Hawaï.  
Avec une pluviométrie moyenne de 11 680 mm sur les 32 dernières années et un record à 17 340 mm en 1982, ce sommet est considéré comme l'un des endroits les plus pluvieux de la planète. Il est notamment considéré comme le point le plus humide par de nombreux guides touristiques. Pourtant, il est devancé par Mawsynram en Inde avec une moyenne de 11 873 mm sur les 38 dernières années. Mais la pluie à Mawsynram est concentrée sur la période de la mousson, alors que la pluie à Waialeale est distribuée sur toute l'année.
Un autre endroit sur terre accueillerait des précipitations annuelles encore plus fortes, c'est la ville de Lloró, en Colombie, avec plus de 13 000 mm par an (observations sur 29 ans).